# Вергулівка (селище)
Вергулі́вка — селище в Україні, у Кадіївській міській громаді Алчевського району Луганської області. Населення становить 1 321 особа. Орган місцевого самоврядування — Южно-Ломуватська селищна рада.
Знаходиться на тимчасово окупованій території України.
Відповідно до Розпорядження Кабінету Міністрів України від 12 червня 2020 року № 717-р «Про визначення адміністративних центрів та затвердження територій територіальних громад Луганської області» увійшло до складу Кадіївської міської громади.

## Географія
Селище розташоване на лівому березі річки Лозової, правої притоки Лугані (басейн Сіверського Дінця), навпроти селища міського типу Голубівка. На захід від обох селищ (вище за течією Лозової) розташований ще один населений пункт з назвою Вергулівка, але він має статус села і, разом з Голубівкою, належить до Перевальського району Луганської області. Також є сусідами: селище Южна Ломуватка на півночі, село Оленівка на північному сході, селища Байрачки на сході, Софіївка, Центральний на південному сході, Боржиківка на заході (біля самого кордону Луганської і Донецької областей).

## Постаті
- Ременюк Андрій Олегович (1983—2014) — солдат Збройних сил України, учасник російсько-української війни.